# Empresa Nacional de Fundiciones
La Empresa Nacional de Fundiciones (ENAF) fue una empresa estatal chilena que tenía a su cargo la Fundición Hernán Videla Lira (III Región), inaugurada el 26 de enero de 1952. Transformada en 1960 en la Empresa Nacional de Minería (ENAMI) como resultado de la fusión con la Caja de Crédito y Fomento Minero
Creada inicialmente como Sociedad Fundición Nacional de Paipote Ltda con el objetivo de construir y administrar la fundición del mismo nombre. Su constitución, en diciembre de 1947, fue con el objetivo de independizarla legalmente de la CORFO y la Caja de Crédito y Fomento Minero. El 30 de octubre de 1951 se encendió en horno reverbero a leña y con ello empezó a operar el proceso de fundición. El 28 de diciembre de 1951 sale la primera barra de cobre blíster. La fundición es inaugurada oficialmente el 26 de enero de 1952 el presidente Gabriel González Videla.
Por la Ley N° 11.828 de 1955 la Sociedad es reemplazada por la Empresa Nacional de Fundiciones (ENAF). En 1957 se resuelve iniciar la construcción de la Fundición y Refinería de Ventanas.
- Datos: Q5831731